# کولترانیزمو

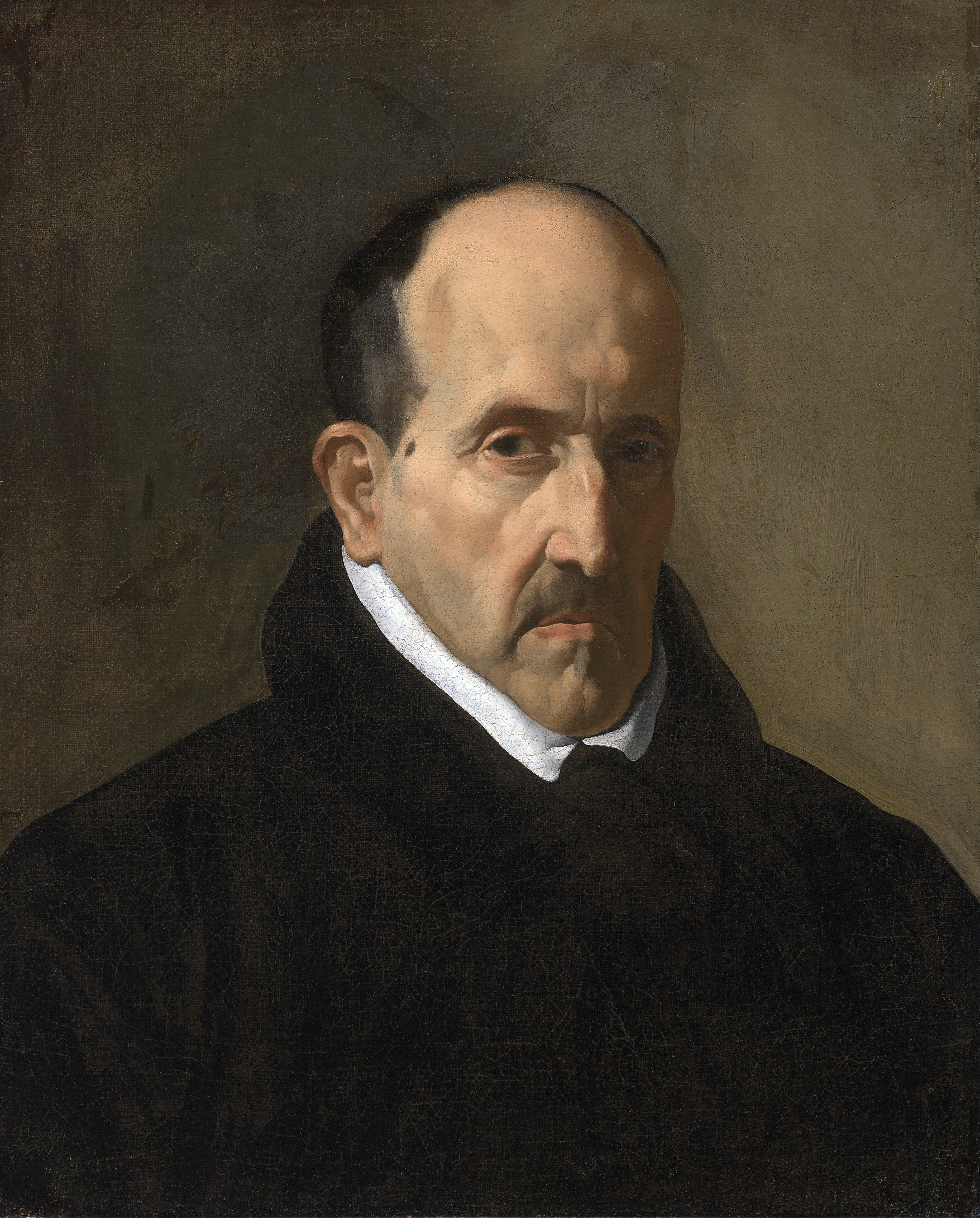
دیگو رودریگز دسیلوا و ولاسکز - لوئیس د گونگورا و آرگوت

کولترانیزمو یا فرهنگ‌گرایی (انگلیسی: Culteranismo) یک جنبش در سبک، متعلق به دوره باروک در تاریخ اسپانیا است، که با نام گونگوریسم (برگرفته از لوئیس د گونگورا) نیز شناخته می‌شود. در اواخر قرن شانزدهم با نگارش آثار لوئیس د گونگورا آغاز شد و تا قرن هفدهم ادامه یافت.
کولترانیزمو ترکیبی از culto (کشت‌شده) و luteranismo (لوترانیسم) است و توسط مخالفان برای نشان دادن آن به‌عنوان بدعت شعری انتخاب شد.